# Folkert Haanstra sr.
Folkert Haanstra sr.  (Amsterdam, 7 april 1884 – Goor, 22 november 1966) was een Nederlands schilder, tekenaar en vervaardiger van gouaches.

## Leven en werk
Folkert Haanstra sr. haalde in 1903 zijn onderwijzersakte en in 1904 zijn akte voor hoofdonderwijzer. Hij was gehuwd met Jansje Schuiveling. Kort na hun huwelijk (1913) kwam het echtpaar naar Espelo, waar Haanstra hoofd van de plaatselijke Openbare Lagere School werd. Het echtpaar kreeg vier kinderen, allen zoons. Drie daarvan zijn later in de voetsporen van hun vader getreden:
1. Johan Haanstra (1914-1991), monumentaal kunstenaar.
2. Bert Haanstra (1916-1997), cineast, fotograaf, schilder, tekenaar.
3. Folkert Haanstra jr. (1920-1985), (wand)schilder, monumentaal kunstenaar, tekenaar, graficus.

In 1916 verhuisde Haanstra sr. naar Goor, waar hij als hoofd van de Openbare Lagere School te Markelo-Kerspel Goor werd aangesteld. Huize Haanstra was een plek voor filosofie, kunst, muziek en literatuur. Haanstra tekende graag en toen hij vanwege ziekte in 1936 vroegtijdig werd gepensioneerd begon hij met schilderen. Als kunstenaar was hij autodidact.
Eind 1945 was Haanstra sr. een van de drijvende krachten achter de oprichting van De Nieuwe Groep ('de modernen' in het oosten des lands). Op 12 december 1945 was in zijn atelier aan de Iependijk in Goor de oprichtingsvergadering. De oprichters waren Haanstra sr. en zijn zonen Folkert en Johan, Riemko Holtrop, Ben Akkerman, Wim ten Broek, Bas Kleingeld en Jan Broeze. Haanstra sr. was voorzitter, Ten Broek secretaris. De Nieuwe Groep speelde een rol in de doorbraak van de moderne kunst in Twente. 
Vanaf het begin nam hij deel aan de groepstentoonstellingen van de Nieuwe Groep. In 1954 vond zijn eerste eenmanstentoonstelling plaats in het Stedelijk Museum in Amsterdam. In 1955 werd hem de Geraert ter Borchprijs toegekend.
Folkert Haanstra sr. overleed in 1966 in Goor.
In 1979 schonk de familie van Haanstra aan het Rijksmuseum Twenthe een collectie schilderijen, temperaschilderingen, gouaches en krijt- en pentekeningen plus de onderlinge correspondentie van zijn zoons over dit werk.

## Tentoonstellingen (selectie)
Folkert Haanstra sr. nam onder andere deel aan de groepstentoonstellingen van de Nieuwe Groep
- 1945	Noodrestaurant Hengelo
- 1946  Electra Hengelo
- 1946	Zutphen
- 1946	Goor
- 1947 	Zutphen
- 1949	Zwolle
- 1949	Vondelparkpaviljoen ICC Amsterdam
- 1950  Frans Hals museum Haarlem
- 1954  Stedelijk Museum Amsterdam (solotentoonstelling)
- 1970	Rijksmuseum Twente Enschede
- 2016	HeArtGallery Hengelo
- 2021  28-11-'21 t/m 23-01-'22, "De Haanstra's", Kunsthal Hof 88 Almelo, overzichtstentoonstelling